# Klassische Mechanik

Das Federpendel – ein typischer Anwendungsfall der klassischen Mechanik

Die klassische Mechanik oder Newtonsche Mechanik ist das Teilgebiet der Physik, das die Bewegung von festen, flüssigen oder gasförmigen Körpern unter dem Einfluss von Kräften beschreibt. Dazu gehören auch der Fall der Trägheitsbewegung in Abwesenheit einer Kraft und der Fall des statischen Gleichgewichts, d. h. des Verbleibens in der Ruhelage, obwohl Kräfte wirken. Typische Anwendungsgebiete der klassischen Mechanik sind Himmelsmechanik, Technische Mechanik, Hydrodynamik, Aerodynamik, Statik und Biomechanik.
Die klassische Mechanik beruht auf den von Isaac Newton Ende des 17. Jahrhunderts gelegten Grundlagen und wurde durch Gottfried Wilhelm Leibniz, Johann I Bernoulli, Daniel Bernoulli, Leonhard Euler, Jean-Baptiste le Rond d’Alembert, Joseph-Louis de Lagrange, Augustin Louis Cauchy, William Rowan Hamilton und andere noch bis zum Ende des 19. Jahrhunderts erweitert und weitgehend vollständig ausgearbeitet. In der Entwicklung der Physik und der anderen Naturwissenschaften diente sie als wichtiges Vorbild.
Die klassische Mechanik ermöglicht sehr genaue Beschreibungen und Vorhersagen aller mechanischen Vorgänge in Wissenschaft, Technik und Natur, sofern die Geschwindigkeit der Körper relativ zur Lichtgeschwindigkeit hinreichend langsam ist und die Folgen des quantenphysikalischen Welle-Teilchen-Dualismus vernachlässigt werden können. 
Siehe hierzu den Abschnitt Grenzen der Klassischen Mechanik

Die physikalischen Theorien wie die Relativitätstheorie und die Quantenmechanik, mit denen diese Einschränkungen im 20. Jahrhundert überwunden wurden, fußen ihrerseits auf der klassischen Mechanik, beruhen aber auch wesentlich auf Konzepten, die mit der klassischen Mechanik nicht mehr vereinbar sind.

## Geschichte
Die ab dem 17. Jahrhundert entwickelte Klassische Mechanik wurde zur ersten Naturwissenschaft im heutigen Sinn. Die von Galileo Galilei begründete Methode der Naturerkenntnis, in der experimentelle Beobachtungen angestellt und die Ergebnisse mit mathematischen Methoden analysiert werden, führte hier zum ersten Mal zu einem wissenschaftlichen Durchbruch. Als Beginn der Klassischen Mechanik wird Isaac Newtons Buch Mathematische Prinzipien der Naturphilosophie von 1687 angesehen. Darin werden Bewegungen von Körpern, insbesondere die beschleunigten Bewegungen, mithilfe eines eigens hierfür geschaffenen neuen Kraftbegriffs umfassend analysiert. Newton wies nach, dass alle Beobachtungen und Messungen an Bewegungen von Körpern sich durch ein Gerüst weniger Grundannahmen erklären lassen. Er zeigte das, mittels der ebenfalls neuen mathematischen Technik der Infinitesimalrechnung, in mathematischer Strenge für die Beobachtungsergebnisse von Galilei zum freien Fall und die von Johannes Kepler zu den Planetenbewegungen, wie auch für zahlreiche eigene Beobachtungen und Messungen an bewegten Körpern.
Bis zur Mitte des 19. Jahrhunderts erbrachten Christiaan Huygens, Jakob Hermann, Gottfried Wilhelm Leibniz, Johann I Bernoulli, Daniel Bernoulli, Leonhard Euler, Jean-Baptiste le Rond d’Alembert, Joseph-Louis de Lagrange, Pierre-Simon Laplace, Augustin Louis Cauchy, William Rowan Hamilton, (und andere) die notwendige Klärung einiger der newtonschen Begriffe und die Einführung weiterer Begriffe (z. B. Drehimpuls, Arbeit, Energie, Spannungstensor) und Techniken (z. B. d’Alembertsche Trägheitskraft, Lagrange-Formalismus). Damit dehnten sie das Anwendungsgebiet der Newtonschen Mechanik erheblich aus. Diese Lehre der Mechanik war so erfolgreich in der Deutung unzähliger Vorgänge, dass sie zur Grundlage eines Mechanistischen Weltbilds gemacht wurde Dies wurde vonseiten der traditionellen Philosophie, die bis ins 19. Jahrhundert hinein auch die Physik als Teil der Philosophie betrachtete, jedoch teils auf heftigste kritisiert und sogar abgelehnt.
Die Newtonsche Mechanik fand ab dem 19. Jahrhundert allmählich auch Anwendung im Bauwesen und im Maschinenbau, letzteres verstärkt aber erst ab Beginn des 20. Jahrhunderts. Während die so entstehende Technische Mechanik vollständig auf dem Newtonschen Kraftbegriff beruht, wurde dieser in der Theoretischen Mechanik durch Ernst Mach, Gustav Kirchhoff, Heinrich Hertz als nicht wirklich grundlegend kritisiert und trat in seiner Bedeutung in der Folge gegenüber den Begriffen Impuls und Energie zurück.
Dass die Gültigkeit der klassischen Mechanik ihre Grenzen hat, wurde Anfang des 20. Jahrhunderts entdeckt. Erkenntnisse der Elektrodynamik führten zu Problemen, die Albert Einstein im Rahmen seiner Speziellen Relativitätstheorie und Allgemeinen Relativitätstheorie mit einer Revision der klassischen Annahmen über Raum, Zeit und Masse löste. Danach bleibt die Newtonsche Mechanik näherungsweise gültig für die Bewegung von Körpern, deren Geschwindigkeiten gegenüber der Lichtgeschwindigkeit und deren Gravitationsenergie gegenüber ihrer Ruheenergie vernachlässigt werden können. Eine andere Gültigkeitsgrenze der klassischen Mechanik ergab sich aus den Erkenntnissen der Atomphysik, die – nach ersten Erfolgen von Niels Bohr und Arnold Sommerfeld – erst in der durch Werner Heisenberg und Erwin Schrödinger entwickelten Quantenmechanik erklärt werden konnten. Aus der Quantenmechanik ergibt sich, dass die klassische Mechanik für solche Vorgänge näherungsweise gültig ist, bei denen die De-Broglie-Wellenlänge der Körper vernachlässigbar klein gegenüber den für diese Vorgänge maßgeblichen räumlichen Abständen sind.

## Formulierungen
In der klassischen Mechanik existieren verschiedene Prinzipien zur Aufstellung von Bewegungsgleichungen, die zur Beschreibung der Bewegung von Körpern genutzt werden. Diese stellen jeweils eine Weiterentwicklung oder Verallgemeinerung des zweiten Newtonschen Gesetzes dar. Bewegungsgleichungen sind Differentialgleichungen zweiter Ordnung, die nach der Beschleunigung aufgelöst werden können und deren Lösung den Ort und die Geschwindigkeit einer Masse zu jeder Zeit festlegt.

### Newtonsche Gesetze
Die Newtonschen Gesetze gelten als die Grundlage der klassischen Mechanik, auf der alle weiteren Ausformungen basieren. Zentrales Konzept dieser Formulierung ist die Einführung von Kräften, die eine Beschleunigung {\displaystyle {\ddot {\vec {x}}}} einer Masse {\displaystyle m} hervorrufen. Die Bewegungsgleichung dieser Masse wird bestimmt durch die vektorielle Summe aller Kräfte {\displaystyle {\vec {F}}_{i}}, die auf die Masse wirken:
{\displaystyle m{\ddot {\vec {x}}}=\sum _{i=1}^{N}{{\vec {F}}_{i}}}

### Lagrange-Formalismus
Der Lagrange-Formalismus beschreibt die Gesetze der klassischen Mechanik durch die Lagrange-Funktion {\displaystyle L}, die für Systeme mit einem generalisierten Potential und holonomen Zwangsbedingungen als Differenz aus kinetischer Energie {\displaystyle T} und potentieller Energie {\displaystyle V} gegeben ist:
{\displaystyle L=T-V}
Die Bewegungsgleichungen ergeben sich durch Anwenden der Euler-Lagrange-Gleichungen, die die generalisierten Koordinaten {\displaystyle q_{i}}, die Ableitungen nach der Zeit {\displaystyle t} und die Geschwindigkeiten {\displaystyle {\dot {q}}_{i}} miteinander in Verbindung setzen:
{\displaystyle {\frac {\text{d}}{{\text{d}}t}}{\frac {\partial L}{\partial {\dot {q}}_{i}}}={\frac {\partial {L}}{\partial q_{i}}}}

### Hamiltonsche Mechanik
Die Hamiltonsche Mechanik ist die am stärksten verallgemeinerte Formulierung der klassischen Mechanik und Ausgangspunkt der Entwicklung neuerer Theorien und Modelle, wie der Quantenmechanik. Zentrale Gleichung dieser Formulierung ist die Hamilton-Funktion {\displaystyle H}. Sie ist folgendermaßen definiert:
{\displaystyle H=\sum \limits _{i}{\dot {q}}_{i}p_{i}-L({\vec {q}},{\dot {\vec {q}}},t)}
Dabei sind {\displaystyle {\dot {q}}_{i}} die generalisierten Geschwindigkeiten und {\displaystyle p_{i}} die generalisierten Impulse. Ist die potentielle Energie unabhängig von der Geschwindigkeit und hängen die Transformations-Gleichungen, die die generalisierten Koordinaten definieren, nicht von der Zeit ab, ist die Hamilton-Funktion in der klassischen Mechanik durch die Summe aus kinetischer Energie {\displaystyle T} und potentieller Energie {\displaystyle V} gegeben:
{\displaystyle H=T+V}
Die Bewegungsgleichungen ergeben sich durch Anwenden der kanonischen Gleichungen:
{\displaystyle {\dot {q}}_{i}={\frac {\partial H}{\partial p_{i}}}}
{\displaystyle {\dot {p}}_{i}=-{\frac {\partial H}{\partial q_{i}}}}
Mit dem Hamilton-Jacobi-Formalismus existiert eine modifizierte Form dieser Beschreibung, die die Hamilton-Funktion mit der Wirkung verknüpft.

## Grenzen der Klassischen Mechanik
Viele alltägliche Phänomene werden durch die klassische Mechanik ausreichend genau beschrieben. Nicht zuletzt beruhen alle technischen Anlagen mit bewegten Teilen auf ihr. Es gibt aber Phänomene, die mit der klassischen Mechanik nicht mehr erklärt oder nicht mehr in Einklang gebracht werden können. Bekannte Phänomene dieser Art sind Photoeffekt, Comptonstreuung und Wärmestrahlung.
In diesen Fällen wird die klassische Mechanik durch genauere Theorien ersetzt, wie z. B. durch die spezielle Relativitätstheorie oder die Quantenmechanik. Diese Theorien enthalten die klassische Mechanik als näherungsweise gültigen Grenzfall.

### Das Verhältnis zur Relativitätstheorie
Anders als in der Relativitätstheorie gibt es in der klassischen Mechanik keine Maximalgeschwindigkeit, mit der sich Signale ausbreiten können. So ist es in einem klassischen Universum möglich, alle Uhren mit einem unendlich schnellen Signal zu synchronisieren. Dadurch ist eine absolute, in jedem Inertialsystem gültige Zeit denkbar.
In der Relativitätstheorie ist die größte Signalgeschwindigkeit gleich der Vakuum-Lichtgeschwindigkeit. Unter der Annahme, dass zur Messung physikalischer Vorgänge benötigte Uhren perfekt synchronisiert werden können, lässt sich nun der Geltungsbereich der klassischen Mechanik gegenüber der Relativitätstheorie bestimmen. Die Annahme über die Synchronisierbarkeit gilt nämlich genau dann, wenn die zu messende Geschwindigkeit {\displaystyle v} im Vergleich zur (maximalen) Signalgeschwindigkeit {\displaystyle c}, mit der die Uhren synchronisiert werden, klein ist, d. h. {\displaystyle v\ll c}.

### Das Verhältnis zur Quantenmechanik
Im Gegensatz zu der Quantenmechanik lassen sich Massenpunkte mit identischen Observablen (Masse, Ort, Impuls) unterscheiden, während man in der Quantenmechanik von ununterscheidbaren Entitäten ausgeht. Das bedingt, dass klassische Körper in dem Sinne makroskopisch sein müssen, dass sie individuelle Eigenschaften besitzen, die sie unterscheidbar machen. Somit lassen sich z. B. Elementarteilchen einer Familie nicht als klassische Massenpunkte auffassen. Die Unterscheidbarkeit eines klassischen Teilchens rührt daher, dass es, wenn es sich selbst überlassen wird, in seinem vorherigen Inertialsystem verharrt. Dies ist für ein quantenmechanisch beschriebenes Teilchen nicht der Fall, da ein sich selbst überlassenes Teilchen nicht zwangsweise in seinem Inertialsystem verharrt. Diese Tatsache kann man in der Quantenmechanik herleiten, in dem man das Schrödinger-Anfangswertproblem für die Wellenfunktion eines Teilchens löst, dessen Aufenthaltswahrscheinlichkeit zu einem Zeitpunkt {\displaystyle t=0} genau an einem Ort lokalisiert ist (ein so genannter {\displaystyle \delta }-Peak). Die Aufenthaltswahrscheinlichkeit beginnt mit zunehmender Zeit zu zerlaufen.